# Lista TSL
Lista statusów usług zaufanych (ang. Trusted Service Status List) lub inaczej Zaufana lista nadzorowanych/akredytowanych Podmiotów świadczących usługi certyfikacyjne – zawiera informacje dotyczące statusu nadzoru/akredytacji kwalifikowanych Podmiotów świadczących usługi certyfikacyjne związane z podpisem elektronicznym (kwalifikowanych urzędów czyli centrów certyfikacji) tj. wydających certyfikaty kwalifikowane zgodnie z zapisami dyrektywy Parlamentu Europejskiego i Rady: 1999/93/WE (Art. 3.3, 3.2 i Art. 7.1(a)). 
Lista zawiera również informacje o rodzaju wystawianych przez nadzorowany/akredytowany urząd certyfikatów kwalifikowanych, czyli takich, które służą do weryfikowania podpisów elektronicznych, w szczególności czy weryfikowane za pomocą tych certyfikatów kwalifikowanych podpisy były złożone przy użyciu, czy też bez użycia bezpiecznego urządzenia do składania podpisu elektronicznego.
Lista TSL może ponadto zawierać dodatkowe informacje dotyczące innych nadzorowanych/akredytowanych Podmiotów świadczących usługi certyfikacyjne, które nie wydają certyfikatów kwalifikowanych, ale np.:
- świadczą usługi znakowania czasem
- wydają znaczniki czasu
- świadczą usługi certyfikacyjne w zakresie certyfikatów niekwalifikowanych.

Zamieszczenie tych informacji jest dobrowolne i zależy od decyzji państwa członkowskiego Unii Europejskiej.

## Cele Listy TSL
Listy TSL dostarczają informacji, które podmioty świadczące usługi certyfikacyjne związane z podpisem elektronicznym (urzędy czyli centra certyfikacji) są kwalifikowanymi w danym państwie oraz jakie usługi otoczenia podpisu elektronicznego podlegają nadzorowi w danym państwie. Listy TSL odgrywają istotną rolę w transgranicznej wymianie dokumentów elektronicznym opatrzonych podpisem elektronicznym.
Potrzeba wprowadzenia list TSL wzięła się z faktu, że wiele systemów administracji publicznej oraz podmiotów gospodarczych stosuje systemy walidacji serwerowej lub aplikacje weryfikujące, które bez list TSL nie są w stanie określić poziomu zaufania do weryfikowanego podpisu elektronicznego. Szczególnie problem ten występował, gdy podpis był weryfikowany certyfikatem wystawionym przez zagraniczny urząd certyfikacji.
Celem Listy TSL jest uproszczenie walidacji (weryfikacji) podpisów elektronicznych wykorzystujących nadzorowane/akredytowane usługi certyfikacyjne świadczone przez Podmioty należące do listy Podmiotów świadczących usługi certyfikacyjne. W Polsce lista TSL jest publikowana przez Narodowe Centrum Certyfikacji.

## Akredytacja Podmiotów
Podmioty są nadzorowane/akredytowane pod względem zgodności z danymi zapisami dyrektywy parlamentu Europejskiego i Rady 1999/93/WE z dnia 13 grudnia 1999 roku dotyczącej wspólnotowych ram w zakresie podpisów elektronicznych, włączając w to wymogi określone w Załączniku I do dyrektywy (dotyczące certyfikatów kwalifikowanych) oraz w Załączniku II (dotyczące Podmiotów świadczących usługi certyfikacyjne, wystawiających certyfikaty kwalifikowane). Obowiązujący system akredytacji jest określony i musi spełniać odpowiednie wymogi dyrektywy 1999/93/WE, w szczególności Art. 3.3, Art. 8.1, Art. 11 (odpowiednio Art. 2.13, Art. 3.2, Art. 7.1(a), Art. 8.1, Art. 11).

## Lista list TSL
Lista list ma zadanie zapewnienia łatwego dostępu do zaufanych list przygotowanych przez poszczególne kraje członkowskie Unii Europejskiej. Lista List jest publikowana przez Komisję Europejską i zawiera odnośniki (linki) do wszystkich krajowych list TSL.